# イニョチン
イニョチン（ポルトガル語: Instituto Inhotim）はブラジル有数の現代アート美術館および植物園であり、世界最大の野外美術館とされている。ミナスジェライス州の州都ベロオリゾンテ市から60キロメートル離れたブルマジーニョ市（人口3万8000人）に所在する。
この美術館は大西洋岸森林の中に立地し、山間部にはセハード（サバンナ）の飛び地がある。標高は海抜700 - 1300メートル、総敷地面積786.06ヘクタールのうち440.16ヘクタールは保護区であり、保護区には森林の一部と自然遺産私有保護区（RPPN）145.37ヘクタールが含まれる。
イニョチンにはアーティスト・イン・レジデンスプログラムがあり、ラテンアメリカ最大級の現代美術コレクションを擁し、日本美術も草間彌生、高松次郎、野村仁の作品を多数収蔵している。2020年には草間彌生の作品だけを集めたパビリオンを新設する予定。

## 基礎データ
- 開館：2006年
- 観覧区域の面積：140ヘクタール
- ギャラリー数：23（常設19、企画4）
- 収蔵作品数：約1,300作品、内600作品を展示
- 収蔵作品の作家数：ブラジル国内外の作家250名以上
- 作家の国籍：30か国
- 植物園としての認定年：2010年（国家植物園委員会）
- 植物種の数：すべての大陸の4,500種
- 自然遺産私有保護区（RPPN）：イニョチンは250ヘクタールの自然遺産私有保護区を維持
- 入館者数：年間約35万人
- 累積入館者数：11年間で290万人
- 外国人来館者の比率：13%
- 入館料無料：入館者の約半数は教育・社会プログラムや無料公開日（水曜日）を利用して無料で観覧
- 常設展示のアーティスト：トゥンガ、シウド・メイレリス、 ミゲウ・ヒオ・ブランコ、エリオ・オイチシカ＆ネヴィリ・ダウメイダ、アドリアナ・ヴァレジャォン、ドリス・サルセド、ヴィットル・グリッポ、マシュー・バーニー、ヒヴァニ・ネシュヴァンデル、ヴァレスカ・ソアレス、ダグ・アイケン、マリラー・ダルドー、リジア・パペ、カルロス・ガライコア、カロル・ダナン、クリスチーナ・イグレシアス、ウィリアム・ケントリッジ、クラウジア・アンドゥジャー。